# Liste der Länderspiele der neukaledonischen Futsalnationalmannschaft der Frauen
Die nachfolgende Liste enthält alle Länderspiele der neukaledonischen Futsalnationalmannschaft der Frauen, die der Fußballverband von Neukaledonien, die Fédération calédonienne de football (FCF), im Jahr 2017 gegründet hat. Futsal ist die einzige von der FIFA anerkannte Variante des Hallenfußballs. Bisher wurden drei Länderspiele ausgetragen.

## Länderspielübersicht
Legende
- Erg. = Ergebnis
- n. V. = nach Verlängerung
- i. S. = im Sechsmeterschießen
- abg. = Spielabbruch
- H = Heimspiel
- A = Auswärtsspiel
- * = Spiel auf neutralem Platz
- Hintergrundfarbe grün = Sieg
- Hintergrundfarbe gelb = Unentschieden
- Hintergrundfarbe rot = Niederlage

| Nr.                    | Datum      | Erg. | Gegner     |   | Austragungsort                    | Anlass                        | Bemerkungen                                                                                        |
| ---------------------- | ---------- | ---- | ---------- | - | --------------------------------- | ----------------------------- | -------------------------------------------------------------------------------------------------- |
| 1                      | 12.09.2017 | 0:14 | Neuseeland | A | Tauranga (NZL), ASB Baypark Arena | Trans Pacific Futsal Cup 2017 | Erstes Auswärtsspiel Erste Niederlage Erste Auswärtsniederlage Erstes Länderspiel gegen Neuseeland |
| 2                      | 13.09.2017 | 0:15 | Neuseeland | A | Tauranga (NZL), ASB Baypark Arena | Trans Pacific Futsal Cup 2017 | Höchste Niederlage Höchste Auswärtsniederlage                                                      |
| 3                      | 14.09.2017 | 2:9  | Neuseeland | A | Tauranga (NZL), ASB Baypark Arena | Trans Pacific Futsal Cup 2017 | |
| Stand: 24. August 2018 |            |      |            |   |                                   |                               | |

## Statistik
In der Statistik werden nur die offiziellen Länderspiele berücksichtigt.
Legende
- Sp. = Spiele
- Sg. = Siege
- Uts. = Unentschieden
- Ndl. = Niederlagen
- Hintergrundfarbe grün = positive Bilanz
- Hintergrundfarbe gelb = ausgeglichene Bilanz
- Hintergrundfarbe rot = negative Bilanz

### Gegner
| Land       | Kontinentalverband | Sp. | Sg. | Uts. | Ndl. | Torverhältnis |
| ---------- | ------------------ | --- | --- | ---- | ---- | ------------- |
| Neuseeland | OFC                | 3   | 0   | 0    | 3    | 02:38         |
| Gesamt     | Gesamt             | 3   | 0   | 0    | 3    | 02:38         |

### Kontinentalverbände
| Kontinentalverband                 | Sp. | Sg. | Uts. | Ndl. | Torverhältnis |
| ---------------------------------- | --- | --- | ---- | ---- | ------------- |
| AFC (Asien)                        | 0   | 0   | 0    | 0    | 0:0           |
| CAF (Afrika)                       | 0   | 0   | 0    | 0    | 0:0           |
| CONCACAF (Nord- und Mittelamerika) | 0   | 0   | 0    | 0    | 0:0           |
| CONMEBOL (Südamerika)              | 0   | 0   | 0    | 0    | 0:0           |
| OFC (Ozeanien)                     | 3   | 0   | 0    | 3    | 02:38         |
| UEFA (Europa)                      | 0   | 0   | 0    | 0    | 0:0           |
| Gesamt                             | 3   | 0   | 0    | 3    | 02:38         |

### Anlässe
| Anlass                          | Sp. | Sg. | Uts. | Ndl. | Torverhältnis |
| ------------------------------- | --- | --- | ---- | ---- | ------------- |
| Trans-Pacific-Futsal-Cup-Spiele | 3   | 0   | 0    | 3    | 02:38         |
| Freundschaftsspiele             | 0   | 0   | 0    | 0    | 0:0           |
| Gesamt                          | 3   | 0   | 0    | 3    | 02:38         |

### Spielarten
| Spielart                       | Sp. | Sg. | Uts. | Ndl. | Torverhältnis |
| ------------------------------ | --- | --- | ---- | ---- | ------------- |
| Heimspiele (H)                 | 0   | 0   | 0    | 0    | 0:0           |
| Spiele auf neutralem Platz (*) | 0   | 0   | 0    | 0    | 0:0           |
| Auswärtsspiele (A)             | 3   | 0   | 0    | 3    | 02:38         |
| Gesamt                         | 3   | 0   | 0    | 3    | 02:38         |

### Austragungsorte
| Austragungsort | Land       | Sp. | Sg. | Uts. | Ndl. | Torverhältnis |
| -------------- | ---------- | --- | --- | ---- | ---- | ------------- |
| Tauranga       | Neuseeland | 3   | 0   | 0    | 3    | 02:38         |
| Gesamt         | Gesamt     | 3   | 0   | 0    | 3    | 02:38         |

### Spielergebnisse
|      | Gegentore | Gegentore | Gegentore | Gegentore | Gegentore | Gegentore | Gegentore | Gegentore | Gegentore | Gegentore | Gegentore | Gegentore | Gegentore | Gegentore | Gegentore | Gegentore |
| Tore | 0         | 1         | 2         | 3         | 4         | 5         | 6         | 7         | 8         | 9         | 10        | 11        | 12        | 13        | 14        | 15        |
| ---- | --------- | --------- | --------- | --------- | --------- | --------- | --------- | --------- | --------- | --------- | --------- | --------- | --------- | --------- | --------- | --------- |
| 0    | -         | -         | -         | -         | -         | -         | -         | -         | -         | -         | -         | -         | -         | -         | 1         | 1         |
| 1    | -         | -         | -         | -         | -         | -         | -         | -         | -         | -         | -         | -         | -         | -         | -         | -         |
| 2    | -         | -         | -         | -         | -         | -         | -         | -         | -         | 1         | -         | -         | -         | -         | -         | -         |